# 布氏鱧
布氏鱧，俗名七彩雷龍，為輻鰭魚綱鱸形目鱧科的其中一種，分布於亞洲印度的淡水流域，體長可達13.5公分，棲息在中底層水域，屬肉食性。

## 擴展閱讀
維基物種上的相關：布氏鱧